# Province de Zarumilla
La province de Zarumilla (en espagnol : Provincia de Zarumilla) est l'une des trois provinces du département de Tumbes, au nord-ouest du Pérou. Son chef-lieu est la ville de Zarumilla.

## Géographie
La province couvre une superficie de 745,13 km2. Elle est limitée au nord-ouest par l'océan Pacifique, au nord, à l'est et au sud par l'Équateur, à l'ouest par la province de Tumbes.

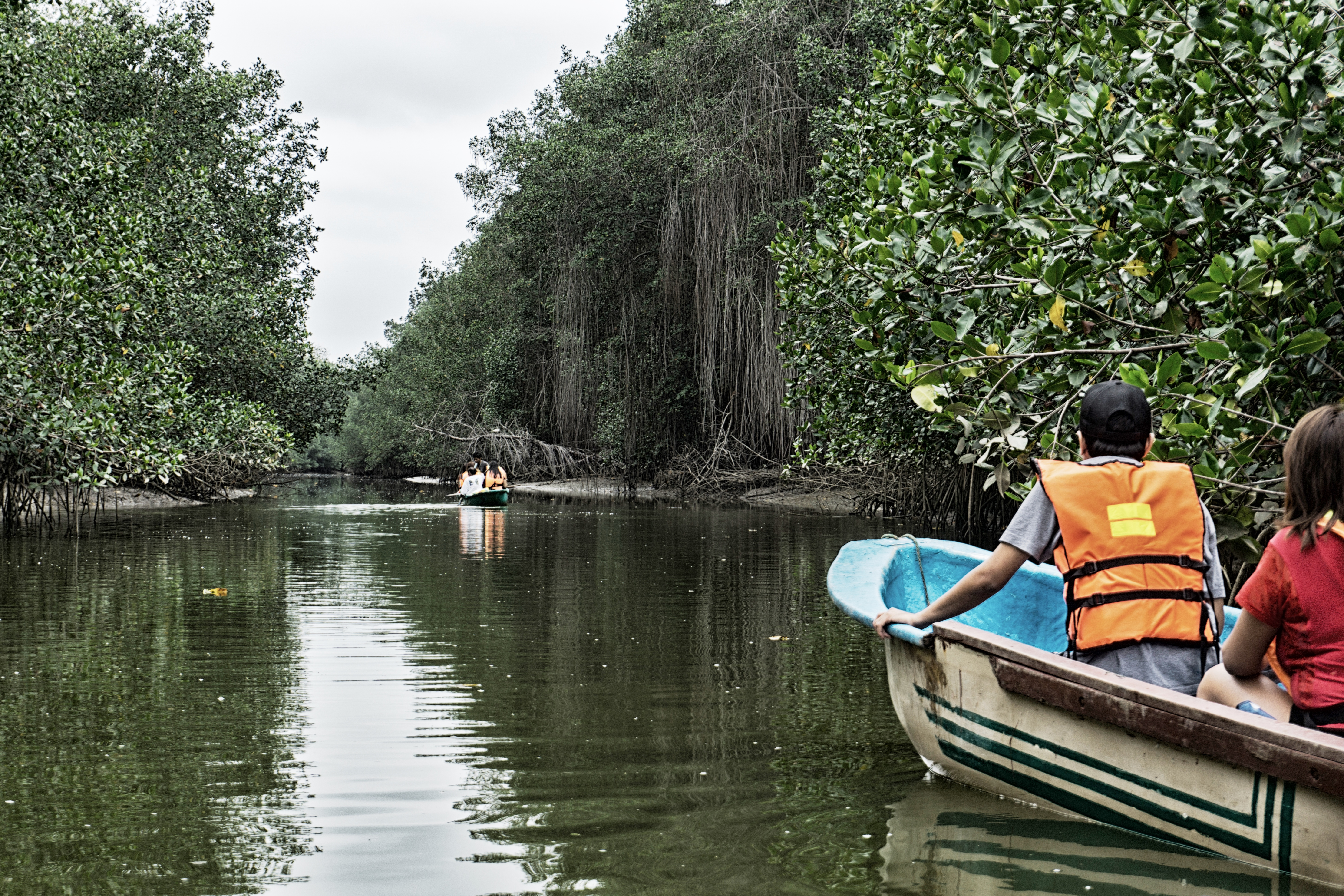
Manglares de Tumbes en bateau

## Divisions administratives
La province est divisée en 4 districts :
- Zarumilla
- Aguas Verdes
- Matapalo
- Papayal

## Population
La province de Zarumilla comptait une population estimée de 37 550 habitants en 2002.

## Sites remarquables
- Le cours d'eau Río Zarumilla marque la frontière avec l'Équateur,
- Mangroves de Tumbes (sanctuaire national) à l'embouchure du Zarumilla.